# امریکن آیدل (فصل ۱۱)
فصل ۱۱ امریکن آیدل (به انگلیسی: American Idol season 11) در تاریخ ۱۸ ژانویه ۲۰۱۲ رسماً در شبکه رسانه‌ای فاکس به نمایش درآمد که در انتها فیلیپ فیلیپس برنده این فصل شد. رایان سیکرست همچنان به عنوان میزبان این برنامه می‌باشد این در حالی است همچنان مثل فصل گذشته رندی جکسون، استیون تایلر و جنیفر لوپز نیز قضات این مسابقه را بر عهده دارند.

## پخش در شبکه پی‌ام‌سی
شبکه پی‌ام‌سی هم‌اکنون حق پخش از این فصل از امریکن آیدل را خریداری کرد و با ۳ ماه تأخیر نسبت به شبکه فاکس از این شبکه پخش گردید.

### اجرا ورودی‌های ورودی
اجرا ورودی‌های ورودی در شهرهای زیر شکل گرفت:
| روز پخش                     | شهر                         | روز                         | محل برگزاری                     | تاریخ جواب                  | محل جواب                    | بلیت‌های طلایی |
| --------------------------- | --------------------------- | --------------------------- | ------------------------------- | --------------------------- | --------------------------- | ------------- |
| ۱۸ژانویه، ۲۰۱۲              | چارلستون، کارولینای جنوبی   | ۲۲ژوئیه، ۲۰۱۱               | سالن بزرگ چارلستون شمالی        | ۱۷–۱۸اوت، ۲۰۱۱              | ساوانه، جورجیا              | ۴۲            |
| ۱۹ژانویه، ۲۰۱۲              | پیتسبورگ                    | ۱۵ ژوئیه، ۲۰۱۱              | ورزشگاه هاینز فیلد              | ۲۸–۲۹سپتامبر، ۲۰۱۱          | مرکز دیوید ال.              | ۳۸            |
| ۲۲ ژانویه، ۲۰۱۲             | سن دیگو                     | ۸ ژوئیه، ۲۰۱۱               | ورزشگاه پتکو پارک               | ۹–۱۰ اکتبر، ۲۰۱۱            | یو.اس.اس.                   | ۵۳            |
| ۲۵ ژانویه، ۲۰۱۲             | دنور                        | ۲۹ژوئیه، ۲۰۱۱               | ورزشگاه اینوسکو فیلد ات مایل‌های | ۵–۶اکتبر، ۲۰۱۱              | اسپن                        | ۳۱            |
| ۲۶ژوئیه، ۲۰۱۲               | هیوستون                     | اوت ۲۶، ۲۰۱۱                | رلیانت آرنا                     | ۳۰−۳۱ اوت، ۲۰۱۱             | گالوستون آیلند سنتر         | ۵۵            |
| ۱ فوریه، ۲۰۱۲               | پورتلند، اورگن              | ۲ ژوئیه، ۲۰۱۱               | باغ رز                          | ۱–۲ اکتبر، ۲۰۱۱             | هتل رد لاین                 | ۴۵            |
| ۲ فوریه، ۲۰۱۲               | سنت لوئیس                   | ۲۸ ژوئن، ۲۰۱۱               | مرکز اسکاتراید                  | ۲−۳ سپتامبر-۲۰۱۱            | هیلتون سنت لویس             | ۴۶            |
| — a                         | نیوجرسی                     | ۲۲سپتامبر، ۲۰۱۱             | مرکز آیزود                      | ۲۴–۲۵ سپتامبر، ۲۰۱۱         | —                           | ۴۶            |
| تعداد بلیت‌های طلایی هالیوود | تعداد بلیت‌های طلایی هالیوود | تعداد بلیت‌های طلایی هالیوود | تعداد بلیت‌های طلایی هالیوود     | تعداد بلیت‌های طلایی هالیوود | تعداد بلیت‌های طلایی هالیوود | ۳۱۰ (۳۵۶)     |

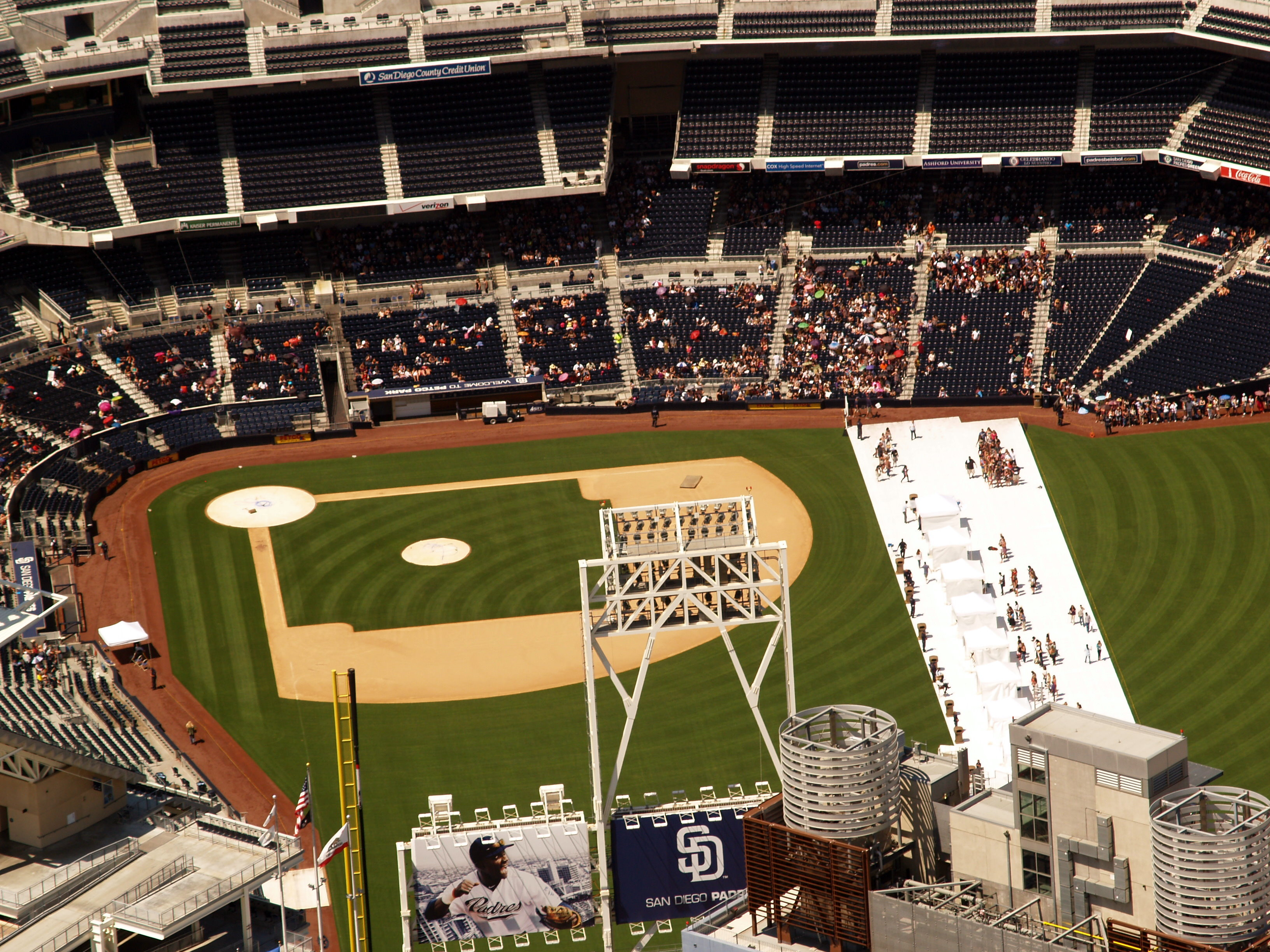
نمای هوایی از اجرا ورودی آمریکن آیدل در وزرشگاه پارک پتکو در سن دیگو

- ^ اجرا ورودی نیوجرسی به خاطر تغییرات پخش نشد.[۱۷]

شهر نیوجرسی آخرین شهری بود که از آن اجرا ورودی گرفته شد، با این حال قسمت این اجرا ورودی پخش نشده‌است. این اولین بار است که اجرا ورودی برنامه‌ریزی شده به اشکال برخورده است.

### هفته هالیوود
مرحله هالیوود در مرکز کنفرانس پاسادنا در ۱۲ دسامبر ۲۰۱۱ آغاز شد. ۳۰۹ شرکت‌کننده در این مرحله وجود داشت. اجرا ورودی انفرادی برای حذف ۱۸۵ شرکت‌کننده انجام شد. ۹۸ تن دیگر با هم رقابت کردند. آن‌ها در چهار اتاق بودند، و اتاقی که ۲۸ شرکت‌کننده داشت از دور مسابقه حذف شد. در حالی که ۷۰ شرکت‌کننده دیگر در ۳ اتاق دیگر همه به مرحله لاس وگاس رسیدند.

### مرحله وگاس
بعد از مرحله هالیوود، شرکت‌کننده‌ها برای چالش بعدی به به لاس وگاس رفتند و آنجا آن‌ها ترانه‌های قدیمی سال ۱۹۵۰ را اجرا کردند و در نهایت ۲۸ تن از ۷۰ تن شرکت‌کننده، از مرحله حذف شدند. ۴۲ تن از شرکت‌کننده گان باقی‌مانده به هتل وین لاس وگاس رفتند و به صورت انفرادی ترانه اجرا کردند. در نهایت ۱۲ دختر و ۱۳ پسر به عنوان نیمه-فینالیست انتخاب شدند.

## نیمه نهایی
مرحله نیمه نهایی در تاریخ ۲۸ فوریه آغاز شد. در این مرحله شرکت کنندگان در دو گروه زن و مرد طبقه‌بندی شدند و داوران بر اساس اجراهای آنان، امتیاز دادند و در نهایت ۵ مرد و ۵ زن انتخاب شدند تا به مرحله نیمه نهایی بروند ۳ نفر نیز توسط داورها انتخاب شدند. در این دوره آن‌ها یک آهنگ به دلخواه خود اجرا کردند.

## نهایی
در این فصل مرحلهٔ نهایی شامل ۱۲ هفته است که با حضور ۱۳ شرکت‌کننده برگزار می‌شود. هر هفته یک شرکت‌کننده با رای مردم آمریکا کنار گذاشته می‌شود. (به استثنا هفته ۱۳ نفر برتر که در آن هفته با توجه به رای‌گیری، داورها از بین نفر آخر پسران و دختران یک نفر را حذف خواهد کرد). برندهٔ فصل قبل، اسکاتی مک‌کریری «ترانهٔ مرا به خاطر بسپار» از تیم مک‌گرا را ضبط کرد، که به هنگام حذف هر شرکت‌کننده پخش می‌شد.

### ۱۳ نفر برتر
انتخاب ترانه(ها): از بین ترانه‌های ویتنی هیوستون و استیوی واندر
- مربی مهمان: مری جی. بلایژ

دخترها ترانه‌های ویتنی هیوستون و پسرها ترانه‌های استیوی واندر را اجرا کردند. رایان سیکرست اظهار کرد که این یم رقابت بین دخترها و پسرها خواهد بود. شب بعد ار اجرا سه نفر آخر از هر جنسیت اعلام شد و داورها تصمیم گرفتند که چه کسی به خانه خواهد رفت. اگرچه این یک "نجات" به‌شمار نمی‌رود. (داورها تا قبل از رسیدن به مرحلهٔ ۵ نفر برتر می‌توانند یک بار، یکی از شرکت‌کننده‌ها را از حذف شدن" نجات " دهند) داورها تصمیم گرفتند الیسا تستون را نجات دهند.
| ترتیب | شرکت‌کننده      | ترانه                       | نتیجه          |
| ----- | -------------- | --------------------------- | -------------- |
| ۱     | جوشوا لدت      | "I Wish"                    | ۳ نفر برتر (م) |
| ۲     | الیس تستون     | "I'm Your Baby Tonight"     | نجات‌یافته (ز)  |
| ۳     | جرمین جونز     | "Knocks Me Off My Feet"     | ۳ نفر برتر (م) |
| ۴     | اریکا ون پلت   | "I Believe in You and Me"   | ۳ نفر برتر (ز) |
| ۵     | کلتون دیکسون   | "Lately"                    | در امان        |
| ۶     | شنون مگرین     | "I Have Nothig"             | ۳ نفر برتر (ز) |
| ۷     | دآندره برکنسیک | "(Master Blaster (Jammin"   | در امان        |
| ۸     | اسکایلر لان    | "Where Do Broken Hearts Go" | در امان        |
| ۹     | هیجون هان      | "All in Love Is Fair"       | در امان        |
| ۱۰    | هالی کاوانا    | "All the Man That I Need"   | در امان        |
| ۱۱    | جرمی روسادو    | "Ribbon in the Sky"         | حذف (م)        |
| ۱۲    | جسیکا سانچز    | "I Will Always Love You"    | در امان        |
| ۱۳    | فیلیپ فیلیپس   | "Superstition"              | در امان        |

- اجرای گروهی: "As"

### ۱۱ نفر برتر
انتخاب ترانه(ها): از سالی که هر کدام متولد شده‌اند.
- مربی مهمان: ویل. آی. ام

جرمین جونر به خاطر مخفی کردن جرمی که در گذشته مرتکب شده بود از اجرای چهارشنبه شب حذف و از برنامه کنار گذاشته شد. کلیپ تمرین جونز برای ترانهٔ "Somewhere Out There" از جیمز هورنر بعد از اعلام حذف وی از مسابقه، در برنامه نشان داده شد. رای‌گیری بین ۱۱ شرکت‌کننده باقی‌مانده طبق برنامه‌ریزی گذشته انجام گرفت.
| ترتیب | شرکت‌کننده      | ترانه                      | خواننده اصلی             | سال  | نتیجه      |
| ----- | -------------- | -------------------------- | ------------------------ | ---- | ---------- |
| ۱     | فیلیپ فیلیپس   | "Hard to Handle"           | اوتیس ردینگ              | ۱۹۹۰ | در امان    |
| ۲     | جسیکا سانچز    | "Turn the Beat Around"     | ویکی سو رابینسون         | ۱۹۹۵ | در امان    |
| ۳     | هیجون هان      | "Right Here Waiting"       | ریچارد مارکس             | ۱۹۸۹ | در امان    |
| ۴     | الیس تستون     | "Let's Stay Together"      | ال گرین                  | ۱۹۸۳ | ۳ نفر برتر |
| ۵     | دآندره برکنسیک | "Endless Love"             | دایانا راس و لایونل ریچی | ۱۹۹۴ | در امان    |
| ۶     | شنون مگرین     | "One Sweet Day"            | ماریا کری و بوی‌زون ۲ من  | ۱۹۹۵ | حذف        |
| ۷     | کلتون دیکسون   | "Broken Heart"             | وایت لاین                | ۱۹۹۱ | در امان    |
| ۸     | اریکا ون پلت   | "Heaven"                   | برایان آدامز             | ۱۹۸۵ | ۳ نفر برتر |
| ۹     | اسکایلر لان    | "Love Sneakin' Up On You"  | بانی ریت                 | ۱۹۹۴ | در امان    |
| ۱۰    | جوشوا لدت      | "When a Man Loves a Woman" | پرسی اسلج                | ۱۹۹۲ | در امان    |
| ۱۱    | هالی کاوانا    | "The Power of Love"        | جنیفر راش                | ۱۹۹۳ | در امان    |

### ۱۰ نفر برتر
انتخاب ترانه(ها): از ترانه‌های بیلی جوئل
- مربی مهمان: دیدی

| ترتیب | شرکت‌کننده      | ترانه                     | نتیجه      |
| ----- | -------------- | ------------------------- | ---------- |
| ۱     | دآندره برکنسیک | "Only the Good Die Young" | ۳ نفر برتر |
| ۲     | اریکا ون پلت   | "New York State of Mind"  | حذف        |
| ۳     | جوشوا لدت      | "She's Got a Way"         | در امان    |
| ۴     | اسکایلر لان    | "Shameless"               | در امان    |
| ۵     | الیس تستون     | "Vienna"                  | در امان    |
| ۶     | فیلیپ فیلیپس   | "Movin' Out"              | در امان    |
| ۷     | هالی کاوانا    | "Honesty"                 | در امان    |
| ۸     | هیجون هان      | "My Life"                 | ۳ نفر برتر |
| ۹     | جسیکا سانچز    | "Everybody Has a Dream"   | در امان    |
| ۱۰    | کلتون دیکسون   | "Piano Man"               | در امان    |

- اجرای گروهی: "The Longest Time"
- جو پری با گروه: "Happy Birthday to You(تولدت مبارک)" (به استیون تایلر)

### ۹ نفر برتر
انتخاب ترانه(ها): ترانه از آیدل شخصی هر کدام
- مربی: استیوی نیکس

| ترتیب | شرکت‌کننده                               | ترانه                                                                 | آیدل شخصی     | نتیجه      |
| ----- | --------------------------------------- | --------------------------------------------------------------------- | ------------- | ---------- |
| ۱     | کلتون دیکسون                            | "Everything"                                                          | لایف‌هاوس      | در امان    |
| ۲     | اسکایلر لان                             | "Gunpowder و Lead"                                                    | میراندا لمبرت | ۳ نفر برتر |
| ۳     | کلتون دیکسون، فیلیپ فیلیپس و الیس تستون | ""Don't Stop" /"Edge of Seventeen" /"Landslide"                       | -             | -          |
| ۴     | هیجون هان                               | "A Song for You"                                                      | دانی هاتاوی   | حذف        |
| ۵     | هالی کاوانا                             | "Jesus, Take the Wheel"                                               | کری آندروود   | ۳ نفر برتر |
| ۶     | دآندره برکنسیک                          | "Sometimes I Cry"                                                     | Eric Benét    | در امان    |
| ۷     | جسیکا سانچز                             | "Sweet Dreams"                                                        | بیانسه        | در امان    |
| ۸     | دآندره برکنسیک، هیجون هان و جوشوا لدت   | "P.Y.T. Pretty Young Thing" / "Rock with You" / "The Lady in My Life" | -             | -          |
| ۹     | فیلیپ فیلیپس                            | "Still Rainin"                                                        | جانی لنگ      | در امان    |
| ۱۰    | جوشوا لدت                               | "Without You"                                                         | ماریا کری     | در امان    |
| ۱۱    | هالی کاوانا، اسکایلر لان و جسیکا سانچز  | "Express Yourself" / "Borderline" / "Like a Prayer"                   | -             | -          |
| ۱۲    | الیس تستون                              | "یه عالمه عشق"                                                        | لد زپلین      | در امان    |

### ۸ نفر برتر
انتخاب ترانه(ها): ترانه‌هایی از دهه ۸۰ میلادی
- مربی مهمانs: گوئن استفانی و تونی کانال

| ترتیب | شرکت‌کننده                    | ترانه                              | خواننده اصلی              | نتیجه      |
| ----- | ---------------------------- | ---------------------------------- | ------------------------- | ---------- |
| ۱     | دآندره برکنسیک               | "I Like It"                        | دی‌بارگ                    | حذف        |
| ۲     | الیس تستون                   | "I Want to Know What Love Is"      | فارنر                     | ۳ نفر برتر |
| ۳     | کلتون دیکسون و اسکایلر لان   | "Islands in the Stream"            | کنی راجرز و دالی پارتن    | -          |
| ۴     | فیلیپ فیلیپس                 | "That's All "                      | جنسیس                     | در امان    |
| ۵     | دآندره برکنسیک و هالی کاوانا | "I'm So Excited"                   | د پوینتینگ سیسترز         | -          |
| ۶     | جوشوا لدت                    | "If You Don't Know Me by Now"      | هارولد ملوین و د بلو نوتز | در امان    |
| ۷     | جسیکا سانچز                  | "How Will I Know"                  | ویتنی هیوستون             | در امان    |
| ۸     | فیلیپ فیلیپس و الیس تستون    | "Stop Draggin' My Heart Around"    | استیوی نیکس و تام پتی     | -          |
| ۹     | هالی کاوانا                  | "Flashdance... What a Feeling"     | ایرنه کارا                | ۳ نفر برتر |
| ۱۰    | جوشوا لدت و جسیکا سانچز      | "(I Knew You Were Waiting (For Me" | آرتا فرانکلین و جرج مایکل | -          |
| ۱۱    | کلتون دیکسون                 | "Time After Time"                  | سیندی لاپر                | در امان    |
| ۱۲    | اسکایلر لان                  | "Wind Beneath My Wings"            |                           | در امان    |

### ۷ نفر برتر (هفتهٔ اول)
انتخاب ترانه(ها): ترانه از ۲۰۱۰ به بعد
- مربی مهمان: ایکان

| ترتیب | شرکت‌کننده                            | ترانه                                  | خواننده اصلی               | نتیجه      |
| ----- | ------------------------------------ | -------------------------------------- | -------------------------- | ---------- |
| ۱     | اسکایلر لان                          | "Didn't You Know How Much I Loved You" | کلی پیکلر                  | در امان    |
| ۲     | کلتون دیکسون                         | "Love the Way You Lie"                 | امینم و ریانا              | در امان    |
| ۳     | فیلیپ فیلیپس و الیس تستون            | "Somebody That I Used to Know"         | گوتیه و کیمرا              | -          |
| ۴     | جسیکا سانچز                          | "Stuttering"                           | جزمین سالیوان              | نجات‌یافته  |
| ۵     | جوشوا لدت                            | "Runaway Baby"                         | برونو مارس                 | ۳ نفر برتر |
| ۶     | کلتون دیکسون و اسکایلر لان           | "Don't You Wanna Stay"                 | جیسون الدین و کلی کلارکسون | -          |
| ۷     | هالی کاوانا                          | "Fuckin' Perfect"                      | پینک                       | در امان    |
| ۸     | فیلیپ فیلیپس                         | "Give a Little More"                   | مارون فایو                 | در امان    |
| ۹     | هالی کاوانا، جوشوا لدت و جسیکا سانچز | "(Stronger (What Doesn't Kill You"     | کلی کلارکسون               | -          |
| ۱۰    | الیس تستون                           | "You and I"                            | لیدی گاگا                  | ۳ نفر برتر |

- اجرای گروهی: "گیلاست را بالا بگیر"

### ۷ نفر برتر (هفتهٔ دوم)
انتخاب ترانه(ها):از برترین ترانه‌های قرن ۲۱ ام - از ترانه‌های کلاسیک
با وجود اینکه هر سال هفتهٔ بعد از استفاده از «نجات» دو نفر حذف می‌شدند. در این شب تنها یک نفر حذف شد.
| ترتیب | شرکت‌کننده    | ترانه (۲۱ام)          | خواننده اصلی    | ترتیب | ترانه (۲۰ام)                       | خواننده اصلی       | نتیجه      |
| ----- | ------------ | --------------------- | --------------- | ----- | ---------------------------------- | ------------------ | ---------- |
| ۱     | هالی کاوانا  | "Rolling in the Deep" | ادل             | ۸     | "Son of a Preacher Man"            | داستی اسپرینگفیلد  | ۳ نفر برتر |
| ۲     | کلتون دیکسون | "Bad Romance"         | لیدی گاگا       | ۹     | "September"                        | ارت، ویند اند فایر | حذف        |
| ۳     | الیس تستون   | "No One"              | آلیشا کیز       | ۱۰    | "Let's Get It On"                  | ماروین گی          | ۳ نفر برتر |
| ۴     | فیلیپ فیلیپس | "U Got It Bad"        | آشر             | ۱۱    | "In the Midnight Hour"             | ویلسون پیکت        | در امان    |
| ۵     | جسیکا سانچز  | "'Fallin"             | آلیشا کیز       | ۱۲    | "Try a Little Tenderness"          | اوتیس ردینگ        | در امان    |
| ۶     | اسکایلر لان  | "Born This Way"       | لیدی گاگا       | ۱۳    | "I Heard It Through the Grapevine" | ماروین گی          | در امان    |
| ۷     | جوشوا لدت    | "I Believe"           | فانتازیا بارینو | ۱۴    | "A Change Is Gonna Come"           | سم کوک             | در امان    |

- اجرای گروهی: "Dancing in the Street"

### ۶ نفر برتر
انتخاب ترانه(ها): از ترانه‌های کوئین - انتخاب خود شرکت‌کننده
| ترتیب | شرکت‌کننده    | ترانه (کوئین)                    | ترتیب | ترانه                  | خواننده اصلی          | نتیجه      |
| ----- | ------------ | -------------------------------- | ----- | ---------------------- | --------------------- | ---------- |
| ۱     | جسیکا سانچز  | "Bohemian Rhapsody"              | ۷     | "Dance with My Father" | لادر وندراس           | در امان    |
| ۲     | اسکایلر لان  | "The Show Must Go On"            | ۸     | "Tattoos on This Town" | جیسون الدین           | ۳ نفر برتر |
| ۳     | جوشوا لدت    | "Crazy Little Thing Called Love" | ۹     | Ready for Love"        | ایندیا. آرای          | در امان    |
| ۴     | الیس تستون   | "I Want It All"                  | ۱۰    | "Bold as Love"         | جیمی هندریکس اکسپرینس | حذف        |
| ۵     | فیلیپ فیلیپس | "Fat Bottomed Girls"             | ۱۱    | "The Stone"            | دیو متیوس بند         | در امان    |
| ۶     | هالی کاوانا  | "Save Me"                        | ۱۲    | "The Climb"            | مایلی سایرس           | ۳ نفر برتر |

- برایان می و راجر تیلور به همراه گروه: "Fat Bottomed Girls" / "دیگری می‌میرد" / "ما تو را به جنب و جوش می‌اندازیم" / "ما قهرمانیم"

### ۵ نفر برتر
انتخاب ترانه(ها): ترانه از دههٔ ۶۰ میلادی - ترانهٔ پاپ بریتانیایی
- مربی مهمان: استیون ون زندت

| ترتیب | شرکت‌کننده                              | ترانه                                          | خواننده اصلی            | نتیجه      |
| ----- | -------------------------------------- | ---------------------------------------------- | ----------------------- | ---------- |
| ۱     | هالی کاوانا                            | "River Deep – Mountain High"                   | ایکه و تینا ترنر        | ۳ نفر برتر |
| ۲     | فیلیپ فیلیپس                           | "The Letter"                                   | د باکس تاپس             | در امان    |
| ۳     | اسکایلر لان                            | "Fortunate Son"                                | کریدنس کلیرواتر ریوایول | حذف        |
| ۴     | جوشوا لدت و فیلیپ فیلیپس               | " 'You've Lost That Lovin' Feelin"             | رایچس برادرز            | -          |
| ۵     | جسیکا سانچز                            | "Proud Mary"                                   | کریدنس کلیرواتر ریوایول | در امان    |
| ۶     | جوشوا لدت                              | "Ain't Too Proud to Beg"                       | تمپتیشن                 | در امان    |
| ۷     | هالی کاوانا                            | "Bleeding Love"                                | لیونا لوئیس             | ۳ نفر برتر |
| ۸     | فیلیپ فیلیپس                           | "Time of the Season"                           | د زامبییز               | در امان    |
| ۹     | هالی کاوانا، اسکایلر لان و جسیکا سانچز | Your Love Keeps Lifting Me) Higher and Higher) | جمی ویلسون              | -          |
| ۱۰    | اسکایلر لان                            | "You Don't Have to Say You Love Me"            | داستی اسپرینگفیلد       | حذف        |
| ۱۱    | جسیکا سانچز                            | "You Are So Beautiful"                         | جو کاکر                 | در امان    |
| ۱۲    | جوشوا لدت                              | "To Love Somebody"                             | بی جیز                  | در امان    |

### ۴ نفر برتر
انتخاب ترانه(ها): ترانه از کالیفرنیا - ترانهٔ دلشون می‌خواست نویسنده‌اش بودند
| ترتیب | شرکت‌کننده                                          | ترانه                                | خواننده اصلی            | نتیجه   |
| ----- | -------------------------------------------------- | ------------------------------------ | ----------------------- | ------- |
| ۱     | فیلیپ فیلیپس                                       | "Have You Ever Seen the Rain"        | کریدنس کلیرواتر ریوایول | در امان |
| ۲     | هالی کاوانا                                        | "Faithfully"                         | جرنی بند                | حذف     |
| ۳     | جوشوا لدت                                          | "You Raise Me Up"                    | سکرت گاردن              | در امان |
| ۴     | جسیکا سانچز                                        | "Steal Away"                         | جیمی هاس                | در امان |
| ۵     | جوشوا لدت و فیلیپ فیلیپس                           | "This Love"                          | مارون فایو              | -       |
| ۶     | هالی کاوانا و جسیکا سانچز                          | "Eternal Flame"                      | د بنگلز                 | -       |
| ۷     | هالی کاوانا، جوشوا لدت، فیلیپ فیلیپس و جسیکا سانچز | "Waiting for a Girl Like You"        | فارنر                   | -       |
| ۸     | فیلیپ فیلیپس                                       | "Volcano"                            | دیمین رایس              | در امان |
| ۹     | هالی کاوانا                                        | "I Can't Make You Love Me"           | بانی ریت                | حذف     |
| ۱۰    | جوشوا لدت                                          | "It's a Man's Man's Man's World"     | جیمز براون              | در امان |
| ۱۱    | جسیکا سانچز                                        | "And I Am Telling You I'm Not Going" | جنیفر هالیدی            | در امان |

- اجرای گروهی: " 'California Dreamin"

### ۳ نفر برتر
انتخاب ترانه(ها): با داورها - شرکت‌کننده - جیمی آیوین
| ترتیب | شرکت‌کننده    | ترانه                          | خواننده اصلی    | انتخاب       | نتیجه   |
| ----- | ------------ | ------------------------------ | --------------- | ------------ | ------- |
| ۱     | جوشوا لدت    | "I'd Rather Go Blind"          | اتا جیمز        | رندی جکسون   | حذف     |
| ۲     | جسیکا سانچز  | "My All"                       | ماریا کری       | جنیفر لوپز   | در امان |
| ۳     | فیلیپ فیلیپس | " 'Beggin'"                    | د فور سیزنس بند | استیون تایلر | در امان |
| ۴     | جوشوا لدت    | "Imagine"                      | جان لنون        | خودش         | حذف     |
| ۵     | جسیکا سانچز  | "I Don't Want to Miss a Thing" | اروسمیث         | خودش         | در امان |
| ۶     | فیلیپ فیلیپس | "Disease"                      | مچباکس توئنی    | خودش         | در امان |
| ۷     | جوشوا لدت    | "No More Drama"                | مری جی. بلایژ   | جیمی آیوین   | حذف     |
| ۸     | جسیکا سانچز  | "I'll Be There"                | جکسون فایو      | جیمی آیوین   | در امان |
| ۹     | فیلیپ فیلیپس | "We've Got Tonight"            | باب سیگر        | جیمی آیوین   | در امان |

- اجرای گروهی: "Got to Get You into My Life"

### ۲ نفر برتر
انتخاب ترانه(ها): به انتخاب سایمون فولر - ترانهٔ مورد علاقه - تک‌آهنگ برنده
| ترتیب | شرکت‌کننده    | ترانه            | خواننده                  | نتیجه    |
| ----- | ------------ | ---------------- | ------------------------ | -------- |
| ۱     | جسیکا سانچز  | "I Have Nothing" | ویتنی هیوستون            | فینالیست |
| ۲     | فیلیپ فیلیپس | "Stand by Me"    | بن ئی. کینگ              | برنده    |
| ۳     | جسیکا سانچز  | "The Prayer"     | سلین دیون و آندریا بوچلی | فینالیست |
| ۴     | فیلیپ فیلیپس | "Movin' Out"     | بیلی جوئل                | برنده    |
| ۵     | جسیکا سانچز  | "Change Nothing" | خودش                     | فینالیست |
| ۶     | فیلیپ فیلیپس | "Home"           | خودش                     | برنده    |

## جدول حذف
| زنان | مردان | ۲۵ نفر برتر | ۱۳ نفر برتر | کارت اخطار | فینالیست | برنده |

| اجرا نداشته | نجات | اولین نجات | آخرین نجات | حذف شده | رد صلاحیت | نجات ۱۳ نفر برتر | نجات توسط داوران |

| صحنه: | صحنه:            | نیمه نهایی  | کارت اخطار  | فینال     | فینال     | فینال     | فینال     | فینال     | فینال     | فینال     | فینال     | فینال     | فینال | فینال | فینال    |
| هفته: | هفته:            | ۳/۱         | ۳/۱         | ۳/۸۱      | ۳/۱۵      | ۳/۲۲      | ۳/۲۹      | ۴/۵       | ۴/۱۲۳     | ۴/۱۹      | ۴/۲۶      | ۵/۳       | ۵/۱۰  | ۵/۱۷  | ۵/۲۳     |
| مکان  | شرکت کنندگان     | نتیجه       | نتیجه       | نتیجه     | نتیجه     | نتیجه     | نتیجه     | نتیجه     | نتیجه     | نتیجه     | نتیجه     | نتیجه     | نتیجه | نتیجه | نتیجه    |
| ۱     | فلیپ فلیپس       | ۱۳ نفر برتر |             |           |           |           |           |           |           |           |           |           |       |       | برنده    |
| ۲     | جسیکا سانچز      | ۱۳ نفر برتر |             |           |           |           |           |           | نجات      |           |           |           |       |       | فینالیست |
| ۳     | جوشا لدت         | ۱۳ نفر برتر |             | ۳ نفر آخر |           |           |           |           | ۳ نفر آخر |           |           |           |       | حذف   |          |
| ۴     | هالی کاواناق     | ۱۳ نفر برتر |             |           |           |           | ۳ نفر آخر | ۳ نفر آخر |           | ۳ نفر آخر | ۳ نفر آخر | ۲ نفر آخر | حذف   |       |          |
| ۵     | اسکایلر لان      | ۱۳ نفر برتر |             |           |           |           | ۳ نفر آخر |           |           |           | ۳ نفر آخر | حذف       |       |       |          |
| ۶     | الیس تستون       | ۱۳ نفر برتر |             | نجات      | ۳ نفر آخر |           |           | ۳ نفر آخر | ۳ نفر آخر | ۳ نفر آخر | حذف       |           |       |       |          |
| ۷     | کلتون دیکسون     | ۱۳ نفر برتر |             |           |           |           |           |           |           | حذف       |           |           |       |       |          |
| ۸     | داندره برانکنسیک | کارت اخطار  | ۱۳ نفر برتر |           |           | ۳ نفر آخر |           | حذف       |           |           |           |           |       |       |          |
| ۹     | هه جان هان       | ۱۳ نفر برتر |             |           |           | ۳ نفر آخر | حذف       |           |           |           |           |           |       |       |          |
| ۱۰    | اریکا وان پلت    | کارت اخطار  | ۱۳ نفر برتر | ۳ نفر آخر | ۳ نفر آخر | حذف       |           |           |           |           |           |           |       |       |          |
| ۱۱    | شانون مگرین      | ۱۳ نفر برتر |             | ۳ نفر آخر | حذف       |           |           |           |           |           |           |           |       |       |          |
| ۱۲    | جرمین جونز       | ۱۳ نفر برتر |             | ۳ نفر آخر | رد۲       |           |           |           |           |           |           |           |       |       |          |
| ۱۳    | جرمی روسادو      | کارت اخطار  | ۱۳ نفر برتر | حذف       |           |           |           |           |           |           |           |           |       |       |          |
| ۱۴−۱۶ | رید گریم         | کارت اخطار  | حذف         |           |           |           |           |           |           |           |           |           |       |       |          |
| ۱۴−۱۶ | جن هیرش          | کارت اخطار  | حذف         |           |           |           |           |           |           |           |           |           |       |       |          |
| ۱۴−۱۶ | بریل وون هوگل    | کارت اخطار  | حذف         |           |           |           |           |           |           |           |           |           |       |       |          |
| ۱۷−۲۵ | آدام براک        | حذف         |             |           |           |           |           |           |           |           |           |           |       |       |          |
| ۱۷−۲۵ | بایلی براون      | حذف         |             |           |           |           |           |           |           |           |           |           |       |       |          |
| ۱۷−۲۵ | هالی دی          | حذف         |             |           |           |           |           |           |           |           |           |           |       |       |          |
| ۱۷−۲۵ | کریتون فراکر     | حذف         |             |           |           |           |           |           |           |           |           |           |       |       |          |
| ۱۷−۲۵ | ایبن فرانویتز    | حذف         |             |           |           |           |           |           |           |           |           |           |       |       |          |
| ۱۷−۲۵ | هیلی جانسون      | حذف         |             |           |           |           |           |           |           |           |           |           |       |       |          |
| ۱۷−۲۵ | چیس لیکنز        | حذف         |             |           |           |           |           |           |           |           |           |           |       |       |          |
| ۱۷−۲۵ | آرون مارسلوس     | حذف         |             |           |           |           |           |           |           |           |           |           |       |       |          |
| ۱۷−۲۵ | چلسی سورل        | حذف         |             |           |           |           |           |           |           |           |           |           |       |       |          |

دو نفر آخر از هر جنسیت مشخص شد، سپس داورها جرمی روسادو را حذف کردند.

^ : جونز به خاطر افشا نکردن سابقهٔ جنایی خود از مسابقه رد صلاحیت شد.

داورها از فرصت نجات خود برای سانچز در هفتهٔ ۷ نفر برتر استفاده کردند.